# Enneadesmus scopini
Enneadesmus scopini is een keversoort uit de familie boorkevers (Bostrichidae). De wetenschappelijke naam van de soort is voor het eerst geldig gepubliceerd in 1936 door Fursov.